# Šahovska olimpijada 1931.
4. Šahovska olimpijada održana je 1931. u Češkoj, tada u državi Čehoslovačkoj. Grad domaćin bio je Prag.

## Poredak osvajača odličja
| Mj. | Država       | Bodova | Igrači |
| --- | ------------ | ------ | ------ |
| 1.  | SAD          | 48,0   |        |
| 2.  | Poljska      | 47,0   |        |
| 3.  | Čehoslovačka | 46,5   |        |

| Pobjednici      |
| --------------- |
| SAD Prvi naslov |